# Star Wars Combine
Star Wars Combine ist ein Online-Computerspiel vor dem Hintergrund der Star-Wars-Saga. Das Spiel ist seit 1998 online und versteht sich als MMORPG. In den ersten Jahren wurde ein eigenes Clientprogramm zum Download angeboten, seit 2004 ist das Spiel browserbasiert, womit es zur Gruppe der Browserspiele gehört.
Dabei sind die Technologie, das Universum, in dem gespielt wird, sowie gewisse Grundkonstellationen den Filmen, Romanen und Computerspielen der Star-Wars-Serie entnommen, die handelnden Personen werden aber durchweg durch Spieler erschaffen und verkörpert und die Handlung kann von den Spielern weitgehend frei bestimmt werden.
Es handelt sich bei der Star Wars Combine um ein Spiel, das von Fans ohne Lizenzierung durch LucasArts entwickelt, programmiert und geleitet wird. Das Spiel hat ca. 3500 aktive Mitspieler (bei ca. 40.000 registrierten Spielern).
Die Teilnahme am Spiel ist für die Spieler kostenlos. Weitere vergleichbare nicht-kommerzielle Projekte, aber in deutschsprachiger Version, sind u. a., Star Wars HiddenEmpire und JediTheGame. Ein vergleichbares kommerzielles Produkt ist Star Wars Galaxies von LucasArts.